# Sale di Nobunaga

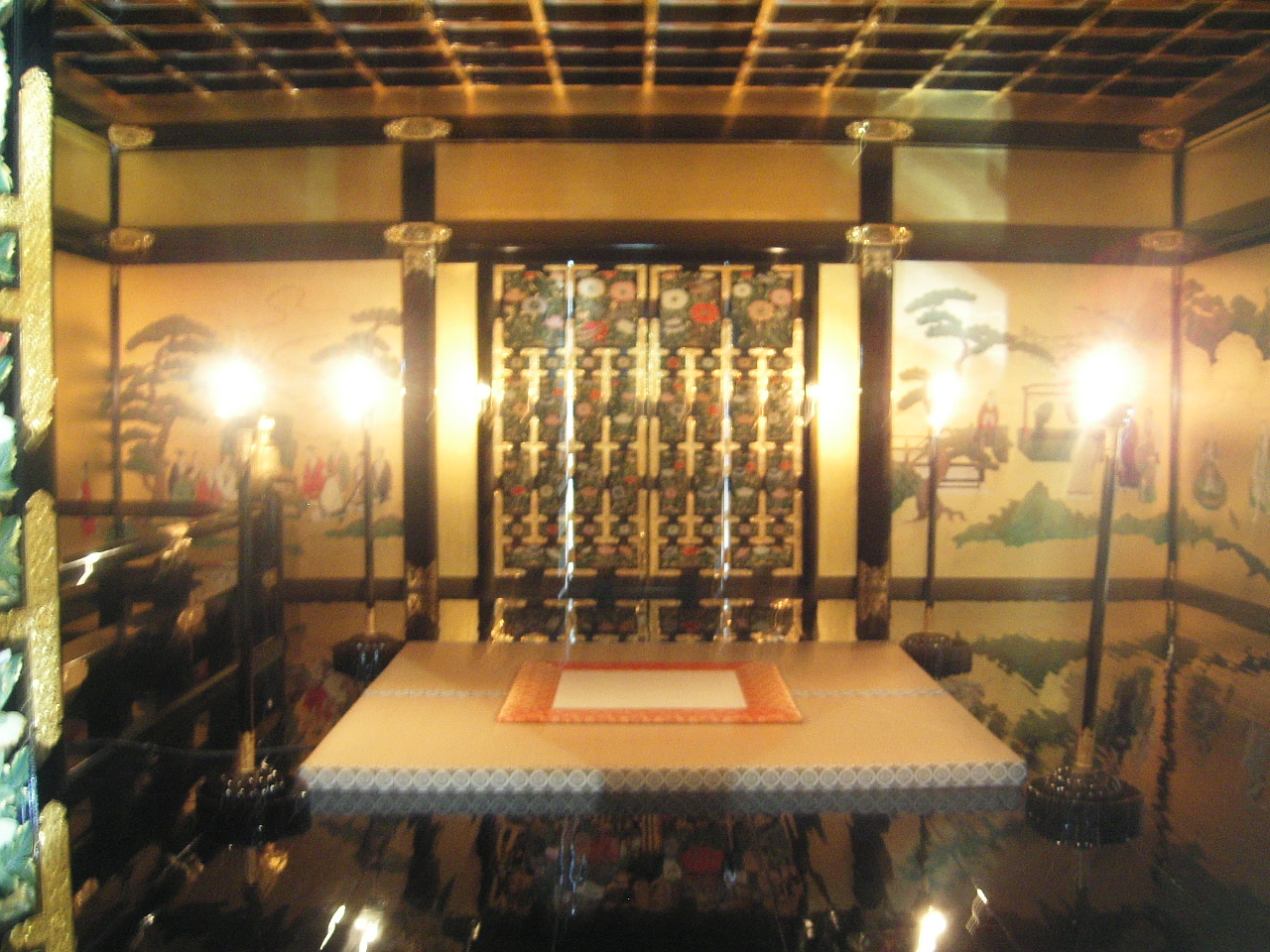
Una parziale ricostruzione in Castello di Azuchi

Il Sale di Nobunaga (安土城天主信長の館?, Azuchi-Jō Tenshu Nobunaga no Yakata) è un museo, a Ōmihachiman, Shiga.
Sale (Castello di Azuchi) corrispondenti al quinto e sesto piano, ricostruite in occasione dell'Expo '92 di Siviglia e successivamente riposte in questa collocazione.

## Accesso
- JR West, ■Linea principale Tōkaidō (Linea Biwako), Stazione di Azuchi (25 minuti a piedi).